# New Melle
New Melle – miasto w USA, w stanie Missouri, w hrabstwie St. Charles, położone ok. 60 km na zachód od Saint Louis. Liczba mieszkańców w 2012 roku wynosiła 477 osób, zamieszkujących w 179 gospodarstwach domowych, z których w centrum znajduje się 143 rodzin. Założone przez społeczność niemieckich emigrantów z Melle, są to miasta partnerskie.
Zamieszkane w 97,3% przez białych, 0,6% murzynów, 0,8% Azjatów i 1,3% pozostałych ras.

## Współpraca
Miejscowości partnerskie:
- Melle, Niemcy